# Telê Santana
Telê Santana da Silva, brazilski menedžer in nogometni trener, * 21. junij 1931, Itabirito, Brazilija, † 21. april 2006, Belo Horizonte, Brazilija. 
Telê Santana je najbolj znan po tem, da je vodil reprezentanco Brazilije, ko je sodelovala na svetovnih prvenstvih leta 1982 in 1986, vendar takrat ni osvojila naslova svetovnega prvaka.